# Mistrzostwa świata w saneczkarstwie
Mistrzostwa świata w saneczkarstwie zostały rozegrane po raz pierwszy w 1955 roku w stolicy Norwegii – Oslo. W premierowych zawodach rozegrano trzy konkurencje: jedynki kobiet, jedynki mężczyzn oraz dwójki mężczyzn.
Początkowo rozgrywano zawody na torach naturalnych. Działo się tak do 1979 roku. Wtedy to rozegrano pierwsze mistrzostwa na sztucznym torze w Königssee.
Dotychczas dwukrotnie odwołano mistrzostwa świata. W 1956 roku zawody te nie odbyły się z uwagi na igrzyska olimpijskie w Cortinie d’Ampezzo. Jednak w programie tych igrzysk nie było saneczkarstwa, które weszło do programu olimpijskiego podczas ZIO 1964. Drugi raz mistrzostwa nie odbyły się w 1966 roku w miejscowości Friedrichroda w zachodniej części NRD. Ponadto podczas MŚ w 1959 roku nie odbyły się ślizgi dwójek mężczyzn z powodu niekorzystnej pogody, a w 2011 roku odwołano rywalizację drużynową z przyczyn technicznych.
Dwukrotnie mistrzostwa odbyły się w Krynicy. Pierwszy raz miało to miejsce w 1958 roku i trzecia edycja zawodów tego cyklu. Cztery lata później Krynica ponownie była gospodarzem mistrzostw.
Dotychczas najwięcej medali zdobyli reprezentanci Niemiec (w tym NRD i RFN): 257, w tym 107 złotych. Drugie miejsce pod tym względem zajmują Austriacy, z 84 medalami łącznie, w tym 22 złotymi. Polska znajduje się na czwartym miejscu, mając na koncie pięć złotych, sześć srebrnych i pięć brązowych medali.
W 2016 roku  w Königssee po raz pierwszy rozegrano konkurencje sprintu jedynek kobiet i mężczyzn oraz sprintu męskich dwójek.

## Organizatorzy
- 1955 –  Oslo
- 1957 –  Davos
- 1958 –  Krynica
- 1959 –  Villard-de-Lans
- 1960 –  Ga-Pa
- 1961 –  Girenbad
- 1962 –  Krynica
- 1963 –  Imst
- 1965 –  Davos
- 1967 –  Hammarstrand
- 1969 –  Königssee
- 1970 –  Königssee
- 1971 –  Olang
- 1973 –  Oberhof
- 1974 –  Königssee
- 1975 –  Hammarstrand
- 1977 –  Igls
- 1978 –  Imst
- 1979 –  Königssee
- 1981 –  Hammarstrand
- 1983 –  Lake Placid
- 1985 –  Oberhof
- 1987 –  Igls
- 1989 –  Winterberg
- 1990 –  Calgary
- 1991 –  Winterberg
- 1993 –  Calgary
- 1995 –  Lillehammer
- 1996 –  Altenberg
- 1997 –  Igls
- 1999 –  Königssee
- 2000 –  Sankt Moritz
- 2001 –  Whistler
- 2003 –  Sigulda
- 2004 –  Nagano
- 2005 –  Park City
- 2007 –  Igls
- 2008 –  Oberhof
- 2009 –  Lake Placid
- 2011 –  Cesana
- 2012 –  Altenberg
- 2013 –  Whistler
- 2015 –  Sigulda
- 2016 –  Königssee
- 2017 –  Igls
- 2019 –  Winterberg
- 2020 –  Soczi
- 2021 –  Königssee
- 2022 –  Winterberg (tylko dwójki kobiet)
- 2023 –  Oberhof
- 2024 –  Altenberg
- 2025 –  Whistler

## Tabela medalowa
Stan po MŚ 2021
| Miejsce | Państwo           | Złoto | Srebro | Brąz | Razem |
| ------- | ----------------- | ----- | ------ | ---- | ----- |
| 1       | Niemcy            | 71    | 59     | 33   | 163   |
| 2       | NRD               | 35    | 27     | 23   | 85    |
| 3       | Austria           | 25    | 31     | 40   | 96    |
| 4       | Włochy            | 16    | 18     | 31   | 63    |
| 5       | RFN               | 12    | 12     | 14   | 38    |
| 6       | Rosja             | 8     | 10     | 5    | 23    |
| 7       | Polska            | 5     | 6      | 5    | 16    |
| 8       | Stany Zjednoczone | 3     | 6      | 9    | 18    |
| 9       | ZSRR              | 3     | 4      | 5    | 12    |
| 10      | Szwajcaria        | 2     | 3      | 0    | 5     |
| 11      | Kanada            | 1     | 1      | 6    | 8     |
| 12      | Norwegia          | 1     | 0      | 0    | 1     |
| 13      | Łotwa             | 0     | 5      | 8    | 13    |
| 14      | Czechosłowacja    | 0     | 0      | 2    | 2     |
| 15      | Ukraina           | 0     | 0      | 1    | 1     |
| Razem   | Razem             | 182   | 182    | 182  | 483   |